# Lebensweltlich orientierte Räume
Lebensweltlich orientierte Räume (LOR) sind eine räumliche Grundlage für die Planung, Prognose und Beobachtung demografischer und sozialer Entwicklungen in Berlin. Sie wurden zwischen den planenden Fachverwaltungen des Senats, den Bezirken und dem Amt für Statistik Berlin-Brandenburg einheitlich abgestimmt und am 1. August 2006 per Senatsbeschluss festgelegt. Zum 1. Januar 2021 wurden die LOR aufgrund des starken Bevölkerungswachstums und der Planung neuer Stadtquartiere teilweise neu abgegrenzt.

## Aufgabe
Ziel der Festlegung von LOR ist es, die lebensweltliche Homogenität von Gebieten abzubilden, gleichzeitig die Vergleichbarkeit der Planungsraumeinheiten und eine Begrenzung der jeweiligen Einwohnerzahl zu wahren. Kriterien für ihre Abgrenzung sind unter anderem einheitliche Baustrukturen oder Milieubildung, wichtige Straßen und Verkehrstrassen sowie natürliche Barrieren. Damit hat Berlin verbesserte Analyse-, Prognose- und Planungsgrundlagen geschaffen, die z. B. für Stadtplanung, Gesundheits- und Sozialplanung, Jugendhilfeplanung oder Spielplatzplanung von Bedeutung sind.
Die Lebensweltlich orientierten Räume bestehen aus drei Ebenen:
- 448 Planungsräume (PLR)[4][5]
- 138 Bezirksregionen (BZR)[6]
- 060 Prognoseräume (PRG)[7]

Nach den Änderungen zum 1. Januar 2021  ergab sich folgende Neugliederung:
- 542 Planungsräume (PLR)
- 143 Bezirksregionen (BZR)
- 058 Prognoseräume (PRG)

## Verwendung
LOR werden u. a. für das Monitoring Soziale Stadtentwicklung und für die Erarbeitung des Wohnatlas Berlin verwendet. Sie sind aber auch Grundlage für die kleinräumige Darstellung der Einwohnerzahl in den Berliner Bezirken.

## Änderungen
Die Zuschnitte der Gebiete sind nicht stabil. Zum 1. Januar 2019 wurden die Grenzen der Bezirksregionen 090413 Köpenick Süd, 090414 Allende Viertel und 090415 Altstadt Kietz sowie von vier Planungsräumen geändert, ein Planungsraum wurde neu eingerichtet. Auch die Zuordnung zwischen Namen und Nummern ist nicht stabil, Allende II stand bis 2018 für 09041402 und steht ab 2019 für 09041403, eine gebietsmäßige Überschneidung von 09041402 alt und 09041403 neu besteht nicht.
Weitere Änderungen der Planungsräume durch Zusammenlegungen, Teilungen und Grenzanpassungen fanden zu Beginn des Jahres 2021 statt.